# Oznaczanie (chemia)
Oznaczanie – w chemii analitycznej ilościowe określanie analitów znajdujących się w składzie próbki substancji, jest podstawą analizy ilościowej.
Oznaczanie składników można dokonywać przy użyciu rozmaitych technik analitycznych w roztworze, mieszaninie gazów, czy w ciele stałym. Przykładami mogą być odpowiednio: określanie stężenia jonów chlorkowych w wodzie morskiej, dwutlenek węgla oznaczany w powietrzu, czy siarka oznaczana w węglu kamiennym.